# Санта Крус, Абель
Абель Санта Крус (исп. Abel Santa Cruz; 1915, Буэнос-Айрес, Аргентина — 4 февраля 1995, Мар-дель-Плата, Аргентина) — аргентинский писатель, продюсер и сценарист, работавший практически во всех странах Латинской Америки.

## Биография
Родился в 1915 году в Буэнос-Айресе. В возрасте 14-ти лет зачитывал статьи в латиноамериканских радиопередачах, а с 1939 году начал писать рассказы и романы и за всю свою жизнь написал очень много литературных произведений, из которых было экранизировано 118. В 1934 году поступил на факультет философии и литературы, который он окончил в 1939 году, будучи выпускником факультета, с 1937 по 1947 год занимал должность преподавателя, затем работал спортивным журналистом в ряде спортивных журналов.  В 1940 году дебютировал в кинематографе в качестве сценариста и продюсера, поначалу его произведения были «сырыми», из-за провала ему было запрещено создавать сценарии и так он вплоть до 1948 года остался не у дел, но находясь в отставке он понял свою ошибку и создал произведения мелодраматического жанра, одна из которых была знаменитая Моя вторая мама и уже в 1949 году он вернулся в кинематограф, а начиная с 1950 года началась его популярность — произведения экранизировали одно за другим. Основную популярность экранизаций его произведений пришлось на период 1950-х—1970-х гг. Популярность его как продюсера пришлась на период 1980-х—1990-х гг., когда его произведения были экранизированы практически во всех странах Латинской Америки.
Скончался 4 февраля 1995 года в Мар-де-Плате от рака.

### Личная жизнь
Абель Санта Крус был женат четырежды:
- Первая супруга — Эльсира Оливера Гарсес (1924-2016).
- Вторая супруга — Ева Зельгер.
- Третья супруга — Тереса Бласко (1931-2006).
- Четвёртая супруга — Сильвия Монтанари (1943). Она родила ему ребёнка.

Три первых брака кончились разводом, последняя супруга чтит его память и поныне.

### Память
Его имя остаётся популярным и после его смерти — с успехом прошли 12 его произведений, среди них культовые телесериалы Личико ангела и Шалунья.

## Избранная фильмография

### Оригинальный текст
- 1954 — Возраст любви
- 1955 — Беднее церковной мыши
- 1955 — Жених для Лауры
- 1963 — Свидетель преступления
- 1974 — Мир игрушки
- 1982 — Искорка
- 1984 — Гваделупе
- 1989 —
  - Карусель
  - Моя вторая мама
- 1991 — Шаловливая мечтательница
- 1997-98 — Шалунья
- 2000-01 — Личико ангела

### Сценарии с адаптациями
- 1987-88 — Дикая Роза